# Banca Popolare di Spoleto
Banca Popolare di Spoleto S.p.A. è stato un istituto di credito italiano.

## Storia
Venne costituita a Spoleto il 28 aprile 1895 con il nome di Banca Popolare Società Cooperativa.
La sua fondazione fu il necessario rimedio al totale e generale dissesto degli istituti di credito spoletini che alla fine del XIX secolo erano ben cinque, ciascuno di modeste dimensioni. Il fallimento del Banco Laurenti privò la città di un servizio indispensabile, dato il discreto giro d'affari che grandi proprietari terrieri locali intrattenevano con le Marche e con Terni. Fu Giulio Cesari, curatore fallimentare del Banco Poli, nonché insegnante di Diritto ed Economia nel locale istituto tecnico commerciale, a proporre l'istituzione di un'altra, unica, banca cittadina, di cui divenne primo direttore. L'avvio fu particolarmente difficile, ma a dicembre il numero dei soci era già aumentato, e così anche il patrimonio sociale e i depositi; l'anno si chiuse con un utile netto di lire 85,56.
La prima sede, assai angusta, fu in un mezzanino di vicolo San Filippo; in seguito l'ufficio venne ospitato in una stanza di Palazzo Pianciani, nonostante l'omonima nobile famiglia considerasse disdicevole e sconveniente tale coabitazione. Nel 1909 la banca acquistò un annesso del palazzo stesso che prospettava sull'omonima piazza e nel 1914 vi trasferì la sede (tutt'oggi si trova a Piazza Pianciani, 5); l'acquisto e il fine restauro dei locali, finalmente più che decorosi, fu il segno tangibile del successo dell'istituto e della sua solidità, comprovata anche dalla gestione dell'esattoria comunale e dall'apertura di altre agenzie sul territorio: Trevi e Bevagna nel 1907, Arrone nel 1908, Leonessa nel 1911 e Cascia nel 1913. La dimensione regionale venne pienamente raggiunta nel 1950 con l'apertura della filiale di Perugia.

### Dalla quotazione alla fusione
Dal 1996 al 2017 è stata quotata alla Borsa di Milano.
L'8 febbraio 2013, dopo un'ispezione disposta dalla Banca d'Italia, il Ministro dell'economia, ha decretato la collocazione dell'istituto di credito in amministrazione straordinaria. Con proprio provvedimento, la Banca d'Italia ha nominato tre commissari straordinari (Giovanni Boccolini, Gianluca Brancadoro e Nicola Stabile) e tre componenti del comitato di sorveglianza (Silvano Corbella, Giovanni Domenichini e Giuliana Scognamiglio).
Il 31 luglio 2014 cessa il commissariamento, e poco dopo il Banco Desio entra nell'istituto umbro fino ad arrivare controllare l'81,67% del capitale. Nel luglio 2019 la Popolare di Spoleto viene fusa per incorporazione nel Banco Desio, con un rapporto di concambio di un'azione di Banco Desio ogni cinque della Popolare di Spoleto.

## Azionariato
L'azionariato comunicato alla Consob è il seguente:
- Banco di Desio e della Brianza: 81,67%
- Spoleto Credito e Servizi: 9,00%
- Banca Monte dei Paschi di Siena: 4,93%[7]
- Altri azionisti: 4,40%[7]

Dati sino al novembre 2018